# Lilltjärnen (Hällesjö socken, Jämtland, 698511-150062)
Lilltjärnen är en sjö i Bräcke kommun i Jämtland och ingår i Ljungans huvudavrinningsområde. Lilltjärnen ligger i Finnsjöberget Gastsjö Natura 2000-område.